# Махмуд II
Махмуд II (на турски: II. Mahmud) е 30-ият султан на Османската империя от 28 юли 1808 до 1 юли 1839 година. Управлението на Махмуд II бележи началото на края на Османската империя, който настъпва по-рано от век след смъртта на този султан. Често е наричан Реформатора, заради премахването на еничарския корпус през 1826 година.

## Произход и управление
Роден на 20 юли 1785 г. в Константинопол. Син е на Абдул Хамид I (1725 – 1789) и Накшидил валиде султан (1766 – 1817).
Идва на власт в резултат от братоубийство на султан Мустафа IV. Махмуд II започва да провежда т.нар. реформи на Махмуд II. Той успява да реформира и изведе държавата от смутното кърджалийско време от края на XVIII век и началото на XIX век. През 1826 г. по негова заповед е ликвидиран еничарския корпус. Премахва остарялата тимарска система. Създава Министерски съвет на мястото на Дивана.
Неговото реформаторско и революционно за ориенталските представи и възприятия управление бележи „началото на края“ на Османската империя и династия. На Веронския конгрес, последвал Виенския, е дефиниран като казус Източният въпрос, касаещ наследството на „болния човек край Босфора“.
Махмуд II умира от туберкулоза на 53-годишна възраст. Наследен е от синовете си Абдул Меджид I и Абдул Азис, управлявали империята до избухването на Априлското въстание в българските земи.